# امیل لاشاپل
امیل لاشاپل (انگلیسی: Émile Lachapelle؛ ۱۲ سپتامبر ۱۹۰۵ – فوریه ۱۹۸۸) قایقران روئینگ اهل سوئیس بود.
وی در مسابقات کشوری و بین‌المللی در مجموع برندهٔ ۴ مدال طلا شده‌است.